# José Vizcarra
José Nicolás Vizcarra (Rosario, 8 agosto 1984) è un ex calciatore argentino, di ruolo attaccante.

## Carriera
Vizcarra è cresciuto nelle giovanili del Rosario Central dove ha giocato fino al 2006, per poi andare in prestito al Socio Águila prima e in Messico al CD Zacatepec poi. Nel 2007 viene ceduto in prestito alla squadra ecuadoriana dell'LDU Quito.
Torna al Rosario Central all'inizio del torneo di Apertura 2007. Nonostante una performance disastrosa della sua squadra, che chiude all'ultimo posto in classifica, Vizcarra riesce ugualmente a mettere a segno 9 reti, confermandosi al quinto posto della classifica marcatori.
Il 31 luglio 2009 si trasferisce al Gimnasia (LP).